# Euglypta miksici
Euglypta miksici är en skalbaggsart som beskrevs av Arnaud 1992. Euglypta miksici ingår i släktet Euglypta och familjen Cetoniidae. Inga underarter finns listade i Catalogue of Life.